# Johann Friedrich Klotzsch
Johann Friedrich Klotzsch (9 de junio de 1805 - 5 de noviembre de 1860) fue un farmacéutico, zoólogo, botánico, pteridólogo y micólogo alemán.
Su principal trabajo fue en el campo de la micología, con el estudio y descripción de muchas especies de setas. En taxonomía, su abreviatura es Klotzsch.

## Trabajos selectos
- Mykologische Berichtigungen zu der nachgelassenen Sowerbyschen Sammlung, so wie zu den wenigen in Linneschen Herbarium vorhandenen Pilzen nebst Aufstellung einiger ausländischer Gattungen und Arten (Determinaciones micológicas para las addenda a la "Colección Sowerby", algunos pocos [los hongos] en stock en el "Herbario de Linneo", con la presentación de algunos de los géneros y especies extraños)". En Linnaea 7 pp. 193 - 203. 1832

- Herbarium vivum mycologicum sistens fungorum per totam Germaniam crescentium collectionem perfectam (Herbario micológico vivo para el incremento y perfección de la colección de todos los fungi de Alemania). 1832

- Pflanzen-Abbildungen und -beschreibungen zur Erkenntnis officineller Gewächse. 1838-1839

- Die botanischen Ergebnisse der Reise … des Prinzen Waldemar zu Preußen in den Jahren 1845 und 1846. 1862

- Begoniaceen-Gattungen und Arten. 1854

- Pistia. 1852

- Pflanzenbastarde und Mischlinge, sowie deren Nutzanwendung. 1854

- Philipp Schönleins botanischer Nachla? Auf Cap Palmas. 1856

- Die Aristolochiaceen des Berliner Herbariums. 1859

- Linne’s natürliche Pflanzenklasse Tricoccae des Berliner Herbariums im Allgemeinen und die Euphorbiacae insbesondere. 1859

## Honores
En su honor se nombra el género Klotzschia Cham. 1833.
- La abreviatura «Klotzsch» se emplea para indicar a Johann Friedrich Klotzsch como autoridad en la descripción y clasificación científica de los vegetales.[1]

## Abreviatura (zoología)
La abreviatura Klotzsch  se emplea para indicar a Johann Friedrich Klotzsch como autoridad en la descripción y taxonomía en zoología.